# トーラスレコード
トーラスレコード（Taurus Records inc./taurus）は、かつて存在した日本のレコード会社である。

## 略歴
「夏色のナンシー」でヒットした早見優、晩年のテレサ・テン、「会いたい」がロングヒットした沢田知可子や渡哲也が所属していたことで知られる。
1990年代に入ると経営が悪化し、1995年にポリグラムグループ傘下後にニュートーラスへ社名変更したが、1999年のユニバーサル ミュージックK.K.（現・ユニバーサル ミュージックLLC）発足時に吸収合併される形で法人そのものが解散した。
当社からリリースされた楽曲はユニバーサルミュージックの社内レーベル・USMジャパンが継承している。

## 逸話
早見優はトーラス在籍時、あるラジオ番組で出演した際、「レコード会社対抗オールスター運動会に出るのか」の質問に「うちは会社が小さいので出られないんですよ」と答えている。

## 沿革
- 1981年4月1日　元ポリドールの五十嵐泰弘が創立。販売は東芝EMI（現・ユニバーサル ミュージックLLC）に委託した。
- 1995年3月1日　ポリグラム（現：ユニバーサル ミュージックグループ）グループに参加。
- 1997年3月1日　ニュートーラスに社名変更。
- 1999年7月1日　ユニバーサル ミュージックK.K.に統合され法人として解散。

## レーベル
- トーラス→ニュートーラス
- egg plant

## 所属歴のあるアーティスト
- 麻丘めぐみ（ビクター音楽産業→結婚・引退・離婚を経て復帰後ワーナー→トーラス[1]→ポリスター）
- いしだあゆみ（日本ビクター(音楽レコード事業部)→日本コロムビア→アルファレコード→CBS・ソニー→トーラス[2]）
- 井上昌己
- Essie
- 江戸真樹
- electric combat
- 岡崎律子（→スターチャイルド）
- 小川範子
- 梶谷美由紀
- KAPLANS
- カルーセル麻紀
- 川崎浩二
- 岸田智史
- 木瀬りえ子
- 桂銀淑
- 沢田知可子（→ワーナーミュージック・ジャパン→ダイキサウンド→オーマガトキ→徳間ジャパン→ヤマハミュージックコミュニケーションズを経て2018年現在はユニバーサルミュージックに復帰）
- シルヴィア
- 高原兄
- 多岐川裕美（ビクターインビテーション→トーラス。麻丘が84年にワーナーより復帰作として発売した「あいたいよ」は多岐川のカバー）
- TSトライアングル
- テレサ・テン（ポリドール→トーラス）
- とみたゆう子
- 中島はるみ（当レーベルからの第1号）
- 西浦達雄（→東芝EMI→EPIC・ソニー）
- 野口五郎（ポリドール→トーラス→BMGファンハウス→キング→avex io）
- PIE（当レーベルからのアルバム第1号）（→CBS・ソニーへ移籍後にC-POINTに改名）
- 早見優（→東芝EMI→後年、ママドルユニット「キューティー★マミー」でエイベックスからリリース→芸人・藤井隆プロデュースでソロミニアルバムをスレンダリーレコーズ/よしもとミュージックよりリリース）
- 原大輔（ディスコメイトレコード→トーラス→ライブラ）
- VINYL （ニュートーラスへ社名変更後の第1号）
- ビビアン・チョウ （引退）
- 福家美峰
- ブスっ子くらぶ
- 堀江しのぶ（キティ→日本コロムビア→トーラス）
- 牧村三枝子（RCA→ポリドール→トーラス→バップ）
- MAGIC（メルダック→トーラス→バンダイ）
- 丸山圭子（エレックレコード→キングレコード→ビクター→トーラス。復帰後プライエイド→ポニーキャニオン→SPACE SHOWER MUSIC）
- 三浦和人
- 三木ひろみ
- 水越けいこ（ポリドール→トーラス→ポニーキャニオン）
- 水沢瑶子
- 村田彰子
- 森田まゆみ
- 山崎ハコ
- 山下ひろみ（→テイチク）
- 山本ゆかり
- 若林志穂（アルファレコード→トーラス）
- 渡哲也（ポリドール→トーラス→テイチク）